# علی‌آباد (اقلید)
علی‌آباد (اقلید)، روستایی از توابع بخش مرکزی شهرستان اقلید در استان فارس ایران است.

## جمعیت
این روستا در دهستان خنجشت قرار دارد و براساس سرشماری مرکز آمار ایران در سال ۱۳۸۵، جمعیت آن ۵۸۹ نفر (۱۳۴خانوار) بوده‌است.

## قنات
طول قنات علی آباد ۳۰۰ متر است و تعداد ۱۴ میله چاه دارد. عمق مادر چاه این قنات، ۱۲ متر و فاصله مظهر تا محل آن ۳۰۰۰ متر می‌باشد. دبی این قنات ۵۰ لیتر بر ثانیه است. تعداد مالکان این قنات ۶۰ نفر می‌باشند و اراضی تحت کشت این قنات ۱۵۰ هکتار می‌باشد.

## آثار تاریخی
تل کلی محمد مربوط به دوران‌های تاریخی پس از اسلام است و در شهرستان اقلید، بخش مرکزی، روستای علی آباد واقع شده و این اثر در تاریخ ۱۲ بهمن ۱۳۸۱ با شمارهٔ ثبت ۷۳۴۱ به‌عنوان یکی از آثار ملی ایران به ثبت رسیده است.